# Sidnei Rechel da Silva Junior
Sidnei Rechel da Silva Júnior (Alegrete, 23 d'agost de 1989), conegut com a Sidnei, és un futbolista brasiler que juga com a defensa.
Format al Sport Club Internacional, fitxa pel SL Benfica en 2008. En 2013 el club portugués el va cedir al RCD Espanyol per un any sense opció de compra, i posteriorment va estar dos anys al Deportivo de La Corunya. El 25 d'agost de 2016 el València CF va anunicar la compra del jugador, la propietat del qual es dividia entre l'agent Jorge Mendes, el Benfica i el Deportivo de la Corunya. Tanmateix, el Deportivo, qui tenia una opció de compra sobre els drets del Benfica, va exercir-la, per tant d'impedir el traspàs del jugador i fer que el jugador continuara a l'equip.